# RABGGTB
RABGGTB (англ. Rab geranylgeranyltransferase beta subunit) – білок, який кодується однойменним геном, розташованим у людей на 1-й хромосомі. Довжина поліпептидного ланцюга білка становить 331 амінокислот, а молекулярна маса — 36 924.
| 10         |  | 20         |  | 30         |  | 40         |  | 50         |
| ---------- |  | ---------- |  | ---------- |  | ---------- |  | ---------- |
| MGTPQKDVII |  | KSDAPDTLLL |  | EKHADYIASY |  | GSKKDDYEYC |  | MSEYLRMSGI |
| YWGLTVMDLM |  | GQLHRMNREE |  | ILAFIKSCQH |  | ECGGISASIG |  | HDPHLLYTLS |
| AVQILTLYDS |  | INVIDVNKVV |  | EYVKGLQKED |  | GSFAGDIWGE |  | IDTRFSFCAV |
| ATLALLGKLD |  | AINVEKAIEF |  | VLSCMNFDGG |  | FGCRPGSESH |  | AGQIYCCTGF |
| LAITSQLHQV |  | NSDLLGWWLC |  | ERQLPSGGLN |  | GRPEKLPDVC |  | YSWWVLASLK |
| IIGRLHWIDR |  | EKLRNFILAC |  | QDEETGGFAD |  | RPGDMVDPFH |  | TLFGIAGLSL |
| LGEEQIKPVN |  | PVFCMPEEVL |  | QRVNVQPELV |  | S          |  |            |

A: Аланін

C: Цистеїн

D: Аспарагінова кислота

E: Глутамінова кислота

F: Фенілаланін

G: Гліцин

H: Гістидин

I: Ізолейцин

K: Лізин

L: Лейцин

M: Метіонін

N: Аспарагін

P: Пролін

Q: Глутамін

R: Аргінін

S: Серин

T: Треонін

V: Валін

W: Триптофан

Кодований геном білок за функціями належить до трансфераз, фосфопротеїнів. 
Задіяний у такому біологічному процесі, як ацетилювання. 
Білок має сайт для зв'язування з іонами металів, іоном цинку. 